# Arpeggio of Blue Steel
Arpeggio of Blue Steel (蒼き鋼のアルペジオ?, Aoki hagane no Arpeggio) è un manga scritto e disegnato da Ark Performance. Viene pubblicato sulla rivista Young King OURs dal 30 settembre 2009 ed è tuttora in corso. In Italia viene pubblicato da Panini Comics sotto l'etichetta Planet Manga dal 22 agosto 2015.
Un adattamento anime prodotto dallo studio Sanzigen è stato trasmesso in Giappone dal 7 ottobre al 23 dicembre 2013 per un totale di 12 episodi. Nel corso del 2015 sono stati inoltre prodotti due film d'animazione cinematografici, Arpeggio of Blue Steel -Ars Nova DC- e Arpeggio of Blue Steel -Ars Nova Cadenza-.

## Trama
A causa del riscaldamento globale e dell'innalzamento del livello del mare all'inizio del 21º secolo, gran parte della massa terrestre della Terra è andata perduta. Nel 2039, flotte di potenti navi da guerra senzienti, armate di tecnologia avanzata e forse armi "aliene", appaiono misteriosamente e devastano le forze navali del mondo. Queste navi, conosciute collettivamente come "La Flotta della Nebbia", impongono un blocco navale e aereo mondiale, impedendo all'umanità di viaggiare sia negli oceani che in altre nazioni. Durante questo blocco, la Flotta della Nebbia ha creato i modelli mentali, avatar umanoidi contenenti il nucleo dell'unione di una nave, come mezzo per sviluppare l'apprendimento autodiretto e superare la loro mancanza di pensiero creativo delle tattiche che gli umani invece possiedono, i quali allo stesso tempo permettono ai modelli mentali di sviluppare la propria personalità.
Nel 2056, 17 anni dopo l'inizio del blocco, Gunzo Chihaya, un ex studente dell'Accademia Marina Nazionale Giapponese, è il capitano di un piccolo gruppo di corsari chiamato "Blue Steel" (lett. "Acciaio Blu"). I Blue Steel sono famigerati per possedere un sottomarino originariamente appartenente alla Nebbia, l'I-401, insieme al suo modello mentale Iona, che ha disertato i suoi simili per schierarsi dalla parte degli esseri umani. Grazie alla tecnologia dell'I-401 e alle abilità tattiche di Gunzo, i Blue Steel non solo sono sopravvissuti a diversi incontri con la Flotta della Nebbia, ma sono riusciti ad affondare una delle loro navi da guerra più potenti.
Gunzo e il suo equipaggio vengono così assunti da una fazione del governo giapponese per consegnare il prototipo della Testata Vibrante, un'arma molto potente che potrebbe finalmente consentire all'umanità di combattere contro la Nebbia negli Stati Uniti. Gli Stati Uniti sono l'unico Paese con le risorse e la capacità di produrre in serie questo sistema d'armi. Tuttavia, i Blue Steel oltre ad affrontare diversi ostacoli durante il loro viaggio, come la Flotta della Nebbia e i loro alleati umani, dovranno vedersela anche con gli altri governi e fazioni con i propri progetti. Lungo la strada riusciranno a stringere nuove alleanze da entrambe le parti, aumentando così le loro possibilità in quella che sembra una missione apparentemente impossibile.

## Personaggi

### Flotta del Blue Steel

L'equipaggio della Flotta del Blue Steel nella sigla iniziale dell'anime. Da sinistra verso destra: Kyohei, So, Gunzo, Iona, Iori e Shizuka

Gunzo Chihaya (千早 群像?, Chihaya Gunzō)
Doppiato da: Jun Fukuyama (drama-CD), Kazuyuki Okitsu (anime)
Il protagonista, capitano dell'I-401 e capo della corazzata Blue Steel. Non gli interessa distruggere la Flotta della Nebbia, ma essere su un piano di parità con loro in modo che i negoziati che portino alla pace possano essere realizzati.
Iona (イオナ?, Iona)/I-401
Doppiata da: Aoi Yūki (drama-CD), Mai Fuchigami (anime)
Il modello mentale (avatar umano) del sottomarino I-401 che ha lasciato la Nebbia per diventare la nave di Gunzo di sua spontanea volontà. Nel film Cadenza viene rivelato che l'ammiraglia suprema Yamato è stata sconfitta da sua sorella Musashi dopo che è andata su tutte le furie e aveva espresso il suo ultimo desiderio a Iona, spiegando così il perché porta due nuclei al suo interno, i quali sarebbero servizi a far funzionare la nave di Gunzo e a negoziare con la Flotta della Nebbia per porre fine alla guerra, azioni che furono intraprese in passato dal padre di Gunzo. Dopo aver sconfitto Musashi diventando un tutt'uno con Yamato, scompare perché aveva adempito al suo scopo e dice addio a Gunzo. Nel corso della serie, Iona ha sviluppato emozioni umane che hanno portato le altre navi della Nebbia a classificarla come una traditrice, ma coloro che sono entrate in contatto con lei hanno disertato la Nebbia, si sono unite alla Flotta del Blue Steel o hanno sperimentato degli errori con il loro modello mentale. Dopo aver sconfitto Hyuga, l'equipaggio dell'I-401 salvò e montò il suo Cannone Super Gravitazionale sulla prua del sottomarino. Nel manga, sa usare i bombardieri in picchiata M6A Seiran di cui è equipaggiata, rendendola l'unica nave della Nebbia ad essere in grado di utilizzare gli aerei.
So Oribe (織部 僧?, Oribe Sō)
Doppiato da: Tomokazu Sugita (drama-CD), Shinobu Matsumoto (anime)
Primo ufficiale dell'I-401 che indossa sempre un casco per evitare possibili allergie. È l'amico più intimo di Gunzo e sa sempre cosa sta pensando quest'ultimo. Ricopre la carica di timoniere e dirigente.
Kyohei Kashihara (橿原 杏平?, Kashihara Kyōhei)
Doppiato da: Minoru Shiraishi (drama-CD), Eiji Miyashita (anime)
Ufficiale d'armi dell'I-401. A differenza del resto dei suoi amici del Blue Steel che erano i primi dieci durante i loro giorni all'Accademia Navale, Kyohei era al 200º posto. Possiede anche una vasta collezione di merchandising di idol e di solito è il primo a farsi prendere dal panico quando l'equipaggio si trova in difficoltà.
Iori Watanuki (四月一日 いおり?, Watanuki Iori)
Doppiata da: Aki Toyosaki (drama-CD), Minami Tsuda (anime)
Ingegnere della I-401 che aziona i motori della nave.
Shizuka Hazumi (八月一日 静?, Hazumi Shizuka)
Doppiata da: Nao Tōyama
Operatore sonar dell'I-401, è anche una soldatessa capace in grado di abbattere diverse truppe solo con abilità e strategia. Il suo passato è un mistero, ma si sa che è stata a Taiwan.
Hyuga (ヒュウガ?, Hyūga)
Doppiata da: Saki Fujita
Un'ex corazzata della Nebbia e nave ammiraglia della Seconda Flotta Orientale che fu sconfitta da Iona e dal suo equipaggio. Gunzo e gli altri recuperarono il suo Cannone Super Gravitazionale e lo installarono sull'I-401. Da allora il modello mentale di Hyuga (avatar umano) è diventato l'operatore portuale del Blue Steel, con le armi della sua nave e l'armatura Wave Force che sono diventate le difese dell'isola che usano come nascondiglio. È ossessionata da Iona dalla loro battaglia e vede la vicinanza di Iona a Gunzo come un ostacolo ai suoi affetti, così come Takao. Tuttavia, si prende cura della sicurezza dei suoi compagni e li assiste in ogni modo possibile. È anche un hacker in grado di accedere ai sistemi delle navi della Nebbia e hackerarli per mantenere le sue navi al sicuro. Nel film Cadenza, ripristina la nave di Takao consumando metà delle isole Iwo Jima e viaggia con quest'ultima per combattere le navi della Nebbia del consiglio studentesco e Musashi.
Takao (タカオ?, Takao)
Doppiata da: Rina Satō (drama-CD), Manami Numakura (anime)
Il modello mentale (avatar umano) dell'incrociatore pesante delle Nebbia Takao. Dopo che Gunzo l'ha sconfitta in battaglia, Takao si innamora di lui e in seguito si unisce alla Flotta del Blue Steel. Viene quasi totalmente distrutta dalla Flotta di Zordan, ma viene salvata appena in tempo da un attacco a sorpresa di Iona e Hyuga. Tuttavia, il suo nucleo viene recuperato dall'I-402 e consegnato a Yamato, che le assegna l'incarico di infiltrarsi in una struttura umana in una missione speciale con la promessa di poter tornare dalla parte di Gunzo una volta completata. Nel manga spin-off Salty Road segue i giorni trascorsi da Takao fra gli altri umani durante la suddetta missione. Nell'adattamento anime, Takao sacrifica la sua nave per salvare Gunzo e l'I-401 gravemente danneggiata. Ciò si traduce in un super sottomarino chiamato Ars Nova con le capacità di elaborazione e la potenza di fuoco di Takao e Iona. La prima continua ad esistere in forma digitale all'interno dei sistemi informatici del sottomarino. Alla fine dell'anime riacquista la sua forma di modello mentale. Nel film Cadenza, rientra in possesso della sua nave dopo aver negoziato come messaggera per il governo giapponese dei codici della Testate Vibrante con l'aiuto delle abilità di Hyuga e combatte per salvare l'I-401 dal consiglio studentesco della Nebbia, guadagnando a sufficienza affinché l'I-401 possa sconfiggere Musashi. Inizialmente era equipaggiata con un Cannone Super Gravitazionale, ma la sua nave ricostruita fa invece uso di due grandi trivelle prese in prestito dalla vecchia base su Iwo Jima, modifica apportata da Hyuga per via della mancanza di nanomateriali sufficienti alla sua costruzione e la cosa finisce per irritare Takao.

### Governo e forze militari giapponesi
A seguito del blocco della Flotta della Nebbia, sia il governo giapponese che le forze di autodifesa sono state riorganizzate. Il governo è guidato dal primo ministro che si occupa dei propri affari locali e prende decisioni importanti per l'intera nazione. La JSDF è diventata una vera forza militare con un esercito, una marina e un'aeronautica. I resti delle forze armate giapponesi degli Stati Uniti che rimasero bloccati dopo il blocco della Flotta della Nebbia furono assorbiti dall'esercito giapponese dove molti militari statunitensi finirono per sposare cittadini giapponesi e mettere su famiglia.
Nobuyoshi Kaede (かえで のぶよし?, Kaede Nobuyoshi)
Il primo ministro del Giappone. Kaede era l'ex XO di Ryōkan Kita, ma è stato ferito durante la battaglia tra la Flotta delle Nazioni Unite e la Flotta della Nebbia e dopo quell'evento è stato costretto a stare su una sedia a rotelle e fare uso della cibernetica per aiutarlo a vedere e parlare.
Ryujiro Kamikage (上陰 龍二郎?, Kamikage Ryūjirō)
Doppiato da: Ryōtarō Okiayu
Il sottosegretario agli affari militari. Assume Gunzo e la Flotta del Blue Steel per trasportare la Testata Vibrante, la prima arma di fabbricazione umana in grado di distruggere una nave della Flotte della Nebbia, negli Stati Uniti per la produzione di massa. Affronta la rivalità con Ryokan Kita e i suoi sostenitori che vogliono usare l'I-401 per i propri scopi.
Cruz Herder (クルツ・ハーダー?, Kurutsu Hādā)
Doppiato da: Hidenobu Kiuchi
Un ex ufficiale del corpo dei Marines degli Stati Uniti, ora tenente della marina giapponese e comandante delle forze statunitensi in Giappone. È un alleato di Kamikage nell'aiutare la Flotta del Blue Steel nella loro missione di trasportare la Testata Vibrante negli Stati Uniti.
Ryokan Kita (北 良寛?, Kita Ryōkan)
Doppiato da: Atsushi Ono
Un membro influente della Dieta nazionale che dovrebbe diventare il prossimo primo ministro del Giappone; è un rivale di Ryujiro Kamikage. Ex capitano di un cacciatorpediniere della marina giapponese, era un veterano dell'ultima battaglia navale tra la Flotta delle Nazioni Unite e la Flotta della Nebbia. Kita vuole che l'I-401 venga restituito al governo giapponese in modo che possano decodificarlo e creare le proprie navi per combattere la Flotta della Nebbia, il che lo mette in contrasto con Kamikage. Ha legami all'interno dell'esercito giapponese che sperano di riguadagnare il proprio prestigio dopo che il governo ha scelto di concentrarsi sulla marina giapponese.
Hiroshi Uragami (浦上 博?, Uragami Hiroshi)
Vice ammiraglio della marina giapponese. È alleato di Gunzo da quando conosceva suo padre e supporta i piani di Kamikage per la Flotta del Blue Steel.
Daisaku Komaki (駒城 大作?, Komaki Daisaku)
Capitano dell'Hakugei 3, il più recente sottomarino d'attacco del Giappone. Grazie all'aiuto dell'I-401, l'Hakugei riuscì a sconfiggere Kirishima e Haruna, diventando la prima nave umana a sconfiggere due navi della Nebbia. È un vecchio amico di Ryujiro.
Maruri Hibiki (響 真瑠璃?, Hibiki Maruri)
Doppiata da: Kana Hanazawa (drama-CD)
Un membro femminile di guardiamarina del terzo anno dell'accademia navale giapponese ed ex operatrice sonar dell'I-401. Era una compagna di classe di Gunzo durante i loro giorni in accademia; era innamorata di lui ed è stata la prima a unirsi al suo equipaggio. Tuttavia, incapace di sopportare di vedere Gunzo mettersi in pericolo, lasciò l'I-401 e si unì alla marina giapponese.
Makoto Osakabe (刑部 眞?, Osakabe Makoto)
Il primo ministro del Giappone e sindaco di Sapporo. È stato creato attraverso l'ingegneria genetica, proprio come Makie, per essere un migliore amministratore del governo. Poiché il suo corpo non ha batteri naturali per digerire il cibo, assume dei farmaci speciali per mantenersi. Makoto afferma di non provare emozioni ma si preoccupa del suo creatore Tojiro Osakabe e di sua sorella Makie. Come favore al suo creatore, lo avverte che l'esercito giapponese ha intenzione di eliminare lui e Makie dopo che l'identità di Haruna è stata scoperta e invia una squadra di forze speciali cyborg per salvare Makie in Hokkaido.

### Flotta della Nebbia (Giappone)
La seguente lista elenca i membri che fanno parte della Flotta della Nebbia che risiedono nelle acque territoriali giapponesi. I membri hanno formato un blocco intorno al Giappone per impedire a navi e aerei umani di fuggire in mare aperto. Ci sono 2 flotte di pattuglia che mantengono il blocco, la prima e la seconda flotta orientale. Ma quando scoprono che l'I-401 ha affondato Hyuga, l'ammiraglia della seconda flotta orientale, sono costretti a riorganizzarsi, lasciando un buco nel blocco. Dopo la riorganizzazione, Kongo è la nuova ammiraglia della seconda flotta mentre Nagato è la nuova ammiraglia della prima. 
Yamato (ヤマト?, Yamato)
Doppiata da: Mai Nakahara
L'ammiraglia suprema della Flotta della Nebbia e colei che ha dato la possibilità alle altre navi di sviluppare i propri avatar umanoidi. Yamato possiede due diversi avatar, uno che porta il suo nome e un altro chiamato Kotono. Entrambi sono modellati nell'aspetto sulla defunta Kotono Amaha, che era la rivale imbattuta di Gunzo quando frequentava l'accademia e, secondo alcuni dei suoi amici, il suo interesse amoroso. Non è chiaro se la Kotono Amaha che Gunzo conosceva fosse umana oppure il secondo avatar di Yamato. Nel film Cadenza viene rivelato che lei e sua sorella Musashi incontrarono Chihaya Shozo, l'allora ammiraglio del JMSDF, il quale cercò di negoziare per porre fine alla guerra tra le 2 parti in modo tale da permettere a tutti di vivere felici e in armonia. Dopo aver avuto dei dubbi sul Codice dell'Ammiragliato, accetta la sua proposta. Tuttavia, dopo che Shozo è stato ucciso dagli ufficiali della marina che lo videro come un tradimento, non voleva più combattere per via della sua promessa, ma è stata costretta a farlo dopo che sua sorella Musashi si è lasciata andare all'ira e ha iniziato a distruggere le navi comandate dagli umani. Nonostante abbia cercato d fermarla, è stata comunque sconfitta e affondata. Prima di scomparire, ha creato Iona, il modello mentale dell'I-401 e le passa il suo testimone nella speranza di porre fine alla guerra una volta per tutte. Nel film Cadenza, riesce a far riappacificare Musashi a seguito della sua sconfitta e ringrazia Iona per il suo aiuto.
Kongo (コンゴウ?, Kongō)
Doppiata da: Hōko Kuwashima (drama-CD), Yukana (anime)
L'ammiraglia della seconda flotta orientale e la seconda in comando della Yamato. Nell'anime, dà la caccia a Iona e gli altri modelli mentali in quanto crede che si comportino in modo anomalo dopo aver stretto un legame con Gunzo. Dopo la durissima battaglia con Iona alla fine della serie, Iona diventa sua amica facendole capire che la sua vita precedentemente solitaria era triste e poco soddisfacente. Dopodiché, lascia la Flotta della Nebbia per esplorare il mondo ma non si unisce alla Flotta del Blue Steel. Nel film Cadenza, aiuta a salvare l'I-401 dalla flotta del consiglio studentesco e a ripristinare i suoi sistemi. Quindi si impegna in uno scontro impegnativo con la sorella Hiei, permettendo all'I-401 di occuparsi di Musashi.
Nagato (ナガト?, Nagato)
L'ammiraglia della prima flotta orientale, ha due modelli mentali. È interessata alla cultura giapponese e le piace seguire le sue usanze.
Haruna (ハルナ?, Haruna)
Doppiata da: Hibiku Yamamura
Una corazzata della Nebbia il cui avatar assume la forma di una ragazza adolescente che indossa un cappotto pesante che le copre tutto il corpo fino al naso. Dopo aver fallito nella sua missione di sconfiggere l'I-101, fa amicizia con una bambina di nome Makie e accetta di proteggerla dopo aver scoperto la verità riguardo al suo passato, anche se ciò comporta andare contro la Nebbia. Nell'anime, sia Haruna che Kirishima non solo tradiscono la Nebbia, ma si uniscono alla Flotta del Blue Steel per raggiungere il loro scopo. Nel film Cadenza, lei e Kirishima ripristinano la loro nave guidandola insieme e vanno ad assistere l'I-401 nella battaglia contro la flotta del consiglio studentesco, fermando Haguro e consentendo all'I-401 di fuggire e affrontare Musashi.
Kirishima (キリシマ?, Kirishima)
Doppiata da: Yumi Uchiyama
Una corazzata della Nebbia che si alleò con Haruna per affondare l'I-401 a Yokosuka. Nonostante sia stata in grado di combinarsi con Haruna per formare una nave ancora più forte, entrambe furono sconfitte dall'I-401, e Kirishima venne quasi del tutto disintegrata fatta eccezione per il suo nucleo, che invece riuscì a sopravvivere all'esplosione. Successivamente il nucleo viene inserito all'interno di un orsacchiotto appartenente a Makie, che diventa il suo nuovo corpo. Si abitua lentamente alle nuove fattezze come suo modello mentale sostitutivo e assistere la Flotta del Blue Steel insieme ad Haruna e Makie.
Hiei (ヒエイ?, Hiei)
Doppiata da: M.A.O
La seconda in comando dopo Kongo e di fatto leader della seconda flotta orientale dopo il ritiro di quest'ultima. Il suo modello mentale è quello di una studentessa delle superiori e dà gli ordini ai suoi subordinati in un sistema che riflette quello di un consiglio studentesco, di cui è l'autoproclamata presidente. È la nave gemella di Kongo, Haruna e Kirishima. Nel film Cadenza, incarica il consiglio studentesco di distruggere l'I-401 dopo averla classificata come "Traditrice della Nebbia". Successivamente viene sconfitta da Kongo che riesce a fermare la sua nave, immobilizzandola ma senza distruggerla.
Ise (イセ?, Ise)
Una delle subordinate di Hiei. Dopo la partenza di Kongo e Hiei per dare la caccia all'I-401, Ise diventa l'ammiraglia ad interim della prima flotta orientale. È la sorella maggiore di Hyuga.
Maya (マヤ?, Maya))
Doppiata da: MAKO
Assegnata ad agire sotto il comando di Haruna, le rimane fedele anche dopo aver deciso di opporsi al Codice dell'Ammiragliato. Suona vari strumenti musicali ed è infastidita se qualcuno la ignora. Nell'adattamento anime, il modello mentale di Maya si rivela essere nient'altro che un'IA assegnata a vegliare su Kongo, che si rivela priva di una propria coscienza nel proprio avatar. Successivamente viene assorbita da Kongo per affrontare l'I-401, ma una volta che Kongo viene sconfitta, Maya cessa di esistere con la distruzione della sua nave.
I-400 (イ400?, I 400)
Doppiata da: Aoi Yūki (drama-CD), Rina Hidaka (anime)
Uno dei due sottomarini che agiscono direttamente agli ordini di Yamato e una delle due sorelle di Iona. La si vede principalmente indossare un qipao. Successivamente lei e l'I-402 vengono entrambe sconfitte dall'I-401.
I-402 (イ402?, I 402)
Doppiata da: Aoi Yūki (drama-CD), Nozomi Yamamoto (anime)
Un altro sottomarino direttamente agli ordini di Yamato e una delle due sorelle di Iona. Inizialmente, sotto l'ordine di Yamato, deve tenere d'occhio Takao durante la sua missione all'accademia navale giapponese mentre ottiene informazioni dalla gente del posto. In seguito, lei e l'I-400 vengono sconfitte dall'I-401.
Myoko (ミョウコウ?, Myōkō)
Doppiata da: Ayaka Fukuhara
Una delle subordinate di Hiei, il cui modello mentale è a sua volta vestito da studentessa delle superiori. Indossa una benda sull'occhio che usa per colpire i nemici al di fuori del loro raggio di rilevamento effettivo; la sua nave è equipaggiata con cannoni da cecchino a lungo raggio.
Nachi (ナチ?, Nachi)
Doppiata da: Satomi Satō
Una delle subordinate di Hiei e la sorella minore di Myoko. È la partner di Ashigara e funge da operatrice del sonar, rilevando le navi nemiche utilizzando il suo scanner.
Ashigara (アシガラ?, Ashigara)
Doppiata da: Suzuko Mimori
Una delle subordinate di Hiei e la sorella minore di Myoko. È rumorosa, sfacciata, impaziente e violenta, che tende anche a dimenticare le cose importanti, come quando combatte con l'I-401 dove usa tutte le armi del suo sottomarino. È dotata di un grande arpione energetico che spara dal ponte della nave.
Haguro (ハグロ?, Haguro)
Doppiata da: Hiromi Igarashi
Una delle subordinate di Hiei e la sorella minore di Myoko, a cui non sembra piacergli indossare l'uniforme scolastica. È nota per essere la nave più veloce della Nebbia grazie al gran numero di motori gravitazionali.
Atago (アタゴ?, Atago)
Una delle subordinate di Hiei ed è l'unica oltre a Kongo che non indossa l'uniforme. È la sorella di Takao e Maya.
Akashi (アカシ?, Akashi)
Una nave da riparazione sotto il comando di Kongo che l'ha aiutata a installare il suo equipaggiamento.
Yukikaze (ユキカゼ?, Yukikaze)
Un cacciatorpediniere che fa parte delle guardie personali di Yamato. Anche se è solo un distruttore, Yamato l'ha autorizzata ad avere un modello mentale.
Zuikaku (ズイカク?, Zuikaku)
Una nave d'assalto e soppressione nonché una delle navi più grandi della Flotta della Nebbia. Il suo modello mentale è quello di una ragazzina e ha un gatto domestico. Sebbene sia basata su una portaerei, Zuikaku è stata riprogettata come una nave d'assalto e di soppressione in seguito alla rivelazione che le copie degli aerei della seconda guerra mondiale creati dalla Flotta della Nebbia non potevano competere con i caccia a reazione di quinta generazione che l'umanità attualmente possiede. Zuikaku ha trasportato l'I-402 e Takao nei sobborghi della città di Yokosuka in modo che l'incrociatore pesante potesse infiltrarsi nell'istituto marittimo nazionale di tecnologia giapponese.

### Flotta della Nebbia (Europa)/Flotta Scarlatta
Shozo Chihaya (千早 翔像?, Chihaya Shōzō)
Doppiato da: Jōji Nakata
Il padre di Gunzo, che fu un eroe di guerra durante l'ultima battaglia tra la Flotta navale delle Nazioni Unite e la Flotta della nebbia, dove lui e il suo equipaggio riuscirono a catturare il sottomarino I-401. Si presumeva che Shozo fosse morto quando lui e il suo equipaggio scomparvero misteriosamente dopo il viaggio inaugurale dell'I-401 nel Pacifico in quanto in Giappone fece ritorno un anno dopo esclusivamente il sottomarino senza il suo equipaggio. Tuttavia, due anni prima dell'inizio della serie, un drone spia scoprì che Shozo e il suo equipaggio erano vivi a bordo della nave da guerra della Nebbia Musashi, rivelando che avevano disertato in favore della Flotta della Nebbia. Passò così al comando della Flotta della Nebbia europea, nota come Flotta Scarlatta, insieme alla sua ammiraglia e avatar Musashi. La Flotta Scarlatta formò così un'alleanza con il Regno Unito per porre fine alla guerra in Europa. Tuttavia, nel film Cadenza, è stato rivelato che Shozo è in realtà un'imitazione creata da Musashi. Prima della serie, essendo l'allora ammiraglio della JMSDF, Shozo aveva negoziato con la sorella maggiore di Musashi, Yamato, per porre fine alla guerra, cosa che lei accettò. Successivamente venne ucciso dai soldati del JMSDF che affermarono di aver tradito la marina. Pertanto non aveva mai disertato in favore della Nebbia come era stato fatto credere in precedenza.
Musashi (ムサシ?, Musashi)
Doppiata da: Rie Kugimiya
L'ammiraglia di Shozo il cui avatar è una donna bionda con un camice bianco. Nella serie anime, ha lunghi capelli bianchi e indossa un costume da bagno nero. Nel film Cadenza, lei e sua sorella Yamato si erano messe d'accordo con Shozo per porre fine alla guerra tra le due parti. Inizialmente era una ragazza gentile e timida, ma dopo aver assistito alla morte di Shozo da parte dei soldati della JMSDF, diventò cupa, spietata e violenta, perciò iniziò ad attaccare e distruggere le navi della JMSDF e persino sua sorella Yamato, che aveva cercato di fermarla. Da allora, è diventata l'ammiraglia suprema della Nebbia e, per nascondere i suoi traumi, ha creato un'IA di Shozo che agisce secondo il suo volere. Alla fine però, viene sconfitta da Iona che aveva usato le parti della nave di Yamato per diventare un tutt'uno con quest'ultima e si riunisce così con aua sorella.
Bismarck (ビスマルク?, Bisumaruku)
Due gemelle bionde che sono gli avatar della Bismarck. Mentre la nave capitale Bismarck viene spesso menzionata quando si parla del Codice dell'Ammiragliato, la stessa Bismarck non è stata vista fare nulla. Al momento rimane un'osservatrice passiva.
Zordan Stark (ゾルダン・スターク?, Zorudan Sutāku)
Capitano dell'U-2501 agli ordini di Shozo con il compito di intercettare il Blue Steel.
Romuald (ロムアルド?, Romuarudo)
L'ufficiale d'armi dell'U-2501.
Francette (フランチェット?, Furanchetto)
L'operatore sonar dell'U-2501.
U-2501
Il modello mentale del sottomarino di Zordan, a cui è proibito materializzarsi dinanzi a lui, poiché afferma che non è necessario per una nave con equipaggio umano. Non ha sorelle conosciute, ma è accompagnata da una flotta di oltre tre dozzine di sottomarini droni in miniatura "Seehund" e dalla nave di rifornimento Milchkuh. L'U-2501 presta servizio come sottomarino cacciatore di traditori della "Flotta Scarlatta". L'U-2501 ha un sistema Mirror-Ring installato: questo le permette di assorbire e poi rilasciare come attacco un'onda d'urto piuttosto potente. Non è chiaro da dove l'U-2501 abbia ricevuto questo aggiornamento, poiché nessun sottomarino della Nebbia ha abbastanza potenza per avere un proprio sistema Mirror-Ring, che di solito si vede solo su corazzate come Hiei, Musashi e Yamato.
Repulse (リパルス?, Riparusu)
Un incrociatore da battaglia della Nebbia il cui modello mentale appare vestito da cameriera. Lei e Vampire vengono inseguite da un elemento particolare della Flotta della Nebbia, Hood, che desidera che le navi si uniscano a lei, poiché crede che Shozo abbia abusato della sua autorità all'interno della Flotta per i suoi piani e vuole che venga fermato. Repulse e Vampire non hanno alcun interesse nei piani di Hood e desiderano continuare a svolgere il loro dovere originale di mantenere il blocco navale, ma sviluppano un interesse per l'Hakugel dopo che la nave umana è intervenuta in una battaglia contro i suoi inseguitori a loro favore. Si dimostra timida quando deve incontrare Komaki e l'equipaggio di Hakugel.
Vampire (ヴァンパイア?, Vanpaia)
Un cacciatorpediniere in fuga con Repulse. Non ha abbastanza potenza di elaborazione per mantenere un modello mentale, quindi Repulse le ha prestato un po' di nanomateriali per crearne uno, che proprio come quello di Repulse, appare vestito da cameriera, anche se con un leggero tocco vampiresco. È sboccata e sembra essere un po' monella.
Prince of Wales (プリンスオブウェールズ?, Purinsu obu Ēruzu)
Il suo modello mentale ha l'aspetto di una cameriera proprio come Repulse. Sembra essere intenzionata a persuadere Repulse e Vampire a unirsi a Hood per sconfiggere Shozo Chihaya, e se il loro piano dovesse fallire, dovrà affondarle e riprendere possesso dei loro nuclei.
Lexington (レキシントン?, Rekishinton)
La prima nave statunitense vista nella serie, Lexington si comporta molto come uno sciocco genio. È sempre circondata dalla confusione composta prevalentemente da svariati libri, tazze da caffè e varie chincaglierie con cui studia o lavora. Di solito, non è molto motivata, chiama l'U-2501 un "ospite sgradevole" e presta più attenzione ai suoi libri e alla bigiotteria che a Zordan Stark quando cerca di conversare con lei. Il suo modello mentale sembra quello di una donna piuttosto alta e snella sui vent'anni. Pur affermando che la sua intenzione è quella di assistere la Flotta di Kongo nella lotta contro l'I-401, Lexington non ha ancora fatto mosse ostili contro il sottomarino e finisce per ingaggiare l'U-2501 in combattimento per un breve periodo. Successivamente viene rivelato che Lexington ha lavorato a terra nell'ultimo anno e mezzo come professoressa universitaria (con documenti falsi) ed è affascinata dalla storia.

### Civili
Makie Osakabe (刑部 蒔絵?, Osakabe Makie)
Doppiata da: Sayuri Hara
Una "Design Child" che è stata geneticamente modificata per possedere un intelletto eccezionale. Di molti tentativi, è stata l'unica a sopravvivere all'infanzia passata. Ha sviluppato la Testata Vibrante, l'arma segreta assegnata al Blue Steel. È sotto la protezione di Haruna e Kirishima dopo che i militari hanno cercato di assassinarla. Ha inoltre partecipato alla battaglia finale nell'Artico assieme alle sue due guardiane.
Lawrence Valentine (ローレンスバレンタイン?, Rōrensu Barentain)/Tojuro Osakabe (刑部 藤十郎?, Osakabe Tōjūrō)
Doppiato da: Kōji Yusa
Il maggiordomo di Makie che, a sua insaputa, è in realtà suo "nonno" Tojuro Osakabe, il creatore dei Design Child. Durante il tumulto seguito al blocco della Flotta della Nebbia, Tojuro fu incaricato di creare bambini geneticamente modificati che avrebbero aiutato il Giappone a sopravvivere. Tojuro, tuttavia, si rammarica di aver creato i Design Child poiché solo sette delle centinaia, se non migliaia, potevano vivere. Quando il governo prevede di eliminare Makie dopo che lei ha progettato la Testata Vibrante, Tojuro usa i suoi legami con il governo per fare un accordo in cui la risparmieranno e le forniranno una villa sotto la sorveglianza del governo con lui come suo maggiordomo. Quando scopre che la nuova amica di Makie è in realtà il modello mentale della Nebbia Haruna e l'esercito giapponese invia degli uomini per impedire che i segreti della Testata Vibrante vengano scoperti, chiede ad Haruna di proteggere Makie e aiutarla a fuggire dal Giappone. Tojuro viene ucciso dopo aver fermato un cecchino dell'esercito che cercava di sparare a Makie. Nell'adattamento anime, Tojuro era uno scienziato incaricato di creare la Testata Vibrante ma fallì poiché non aveva l'intelletto per superare i difetti della testata. Pertanto ha creato la geneticamente modificata Makie, che ha trattato come sua figlia. Ma quando il governo gli ordinò di creare un altro Design Child per rilevare il progetto Testata Vibrante poiché ora vedevano Makie come inutile e pianificavano di sbarazzarsi di lei, Tojuro ha simulato la propria morte per assicurarsi che il governo non potesse creare un altro Design Child, costringendo così il governo a fare affidamento su Makie. Quando Haruna e Kirishima scoprono che è ancora vivo, Tojuro costretto a letto si è nascosto sotto la sua villa e veglia su Makie tramite le telecamere. Chiede ai modelli mentali di proteggere Makie e di essere sue amiche prima che muoia.
Saori Chihaya (千早 沙保里?, Chihaya Saori)
La madre di Gunzo e la moglie di Shozo che è agli arresti domiciliari per la propria protezione dopo che suo figlio e suo marito hanno abbandonato l'esercito giapponese. Incontra e fa amicizia con Takao quando questa decide di andare a vivere come un essere umano e sua insaputa, deduce con successo che Takao è in realtà un modello mentale.

## Media

### Manga
Il manga ha iniziato la serializzazione il 30 settembre 2009 sulla rivista Young King OURs di Shōnen Gahōsha. Il primo volume tankōbon è stato pubblicato il 30 aprile 2010; 29 volumi sono stati pubblicati entro il 30 luglio 2025. È stata inoltre pubblicata una guida che contiene una breve storia e un drama-CD. In Italia la serie viene pubblicato da Panini Comics sotto l'etichetta Planet Manga dal 22 agosto 2015.
Un manga spin-off illustrato da TALI e intitolato Salty Road (ソルティ・ロード?, Soruti Rōdo), è stato serializzato dal 16 ottobre 2014 al 16 marzo 2016 sulla rivista Young King OURs. L'opera è stata raccolta in tre volumi tankōbon pubblicati dal 30 luglio 2015 al 30 aprile 2016. La serie ha come protagonisti Takao, I-402 e Zuikaku e narra della loro infiltrazione a Yokosuka.

#### Volumi
| Arpeggio of Blue Steel (29+ volumi) |                           |                                                                             |                   |                        |
| 1                                   | 30 aprile 2010            | ISBN 978-4-7859-3375-3                                                      | 22 agosto 2015    | —                      |
| 1                                   | Capitoli - Depth. 001-005 |                                                                             |                   |                        |
| 2                                   | 30 ottobre 2010           | ISBN 978-4-7859-3495-8                                                      | 20 settembre 2015 | —                      |
| 2                                   | Capitoli - Depth. 006-011 |                                                                             |                   |                        |
| 3                                   | 30 marzo 2011             | ISBN 978-4-7859-3593-1                                                      | 24 ottobre 2015   | —                      |
| 3                                   | Capitoli - Depth. 012-017 |                                                                             |                   |                        |
| 4                                   | 29 ottobre 2011           | ISBN 978-4-7859-3726-3                                                      | 28 novembre 2015  | —                      |
| 4                                   | Capitoli - Depth. 018-024 |                                                                             |                   |                        |
| 5                                   | 29 aprile 2012            | ISBN 978-4-7859-3831-4                                                      | 19 dicembre 2015  | —                      |
| 5                                   | Capitoli - Depth. 025-030 |                                                                             |                   |                        |
| 6                                   | 30 ottobre 2012           | ISBN 978-4-7859-3954-0                                                      | 30 gennaio 2016   | —                      |
| 6                                   | Capitoli - Depth. 031-036 |                                                                             |                   |                        |
| 7                                   | 30 maggio 2013            | ISBN 978-4-7859-5056-9                                                      | 27 febbraio 2016  | —                      |
| 7                                   | Capitoli - Depth. 037-042 |                                                                             |                   |                        |
| 8                                   | 30 ottobre 2013           | ISBN 978-4-7859-5150-4                                                      | 26 marzo 2016     | —                      |
| 8                                   | Capitoli - Depth. 043-047 |                                                                             |                   |                        |
| 9                                   | 30 giugno 2014            | ISBN 978-4-7859-5327-0                                                      | 24 novembre 2016  | ISBN 978-88-912-6314-8 |
| 9                                   | Capitoli - Depth. 048-053 |                                                                             |                   |                        |
| 10                                  | 26 dicembre 2014          | ISBN 978-4-7859-5460-4                                                      | 22 dicembre 2016  | ISBN 978-88-912-6402-2 |
| 10                                  | Capitoli - Depth. 054-060 |                                                                             |                   |                        |
| 11                                  | 30 giugno 2015            | ISBN 978-4-7859-5599-1                                                      | 23 febbraio 2017  | ISBN 978-88-912-6471-8 |
| 11                                  | Capitoli - Depth. 061-066 |                                                                             |                   |                        |
| 12                                  | 30 aprile 2016            | ISBN 978-4-7859-5762-9                                                      | 13 aprile 2017    | ISBN 978-88-912-6522-7 |
| 12                                  | Capitoli - Depth. 067-072 |                                                                             |                   |                        |
| 13                                  | 30 novembre 2016          | ISBN 978-4-7859-5915-9                                                      | 15 giugno 2017    | ISBN 978-88-912-6601-9 |
| 13                                  | Capitoli - Depth. 073-079 |                                                                             |                   |                        |
| 14                                  | 30 giugno 2017            | ISBN 978-4-7859-6034-6                                                      | 18 gennaio 2018   | ISBN 978-88-912-6765-8 |
| 14                                  | Capitoli - Depth. 080-085 |                                                                             |                   |                        |
| 15                                  | 30 novembre 2017          | ISBN 978-4-7859-6075-9 (ed. regolare) ISBN 978-4-7859-6076-6 (ed. limitata) | 16 agosto 2018    | ISBN 978-88-912-6991-1 |
| 15                                  | Capitoli - Depth. 086-091 |                                                                             |                   |                        |
| 16                                  | 30 luglio 2018            | ISBN 978-4-7859-6254-8                                                      | 29 agosto 2019    | ISBN 978-88-912-8952-0 |
| 16                                  | Capitoli - Depth. 092-097 |                                                                             |                   |                        |
| 17                                  | 27 febbraio 2019          | ISBN 978-4-7859-6392-7                                                      | 14 maggio 2020    | ISBN 978-88-912-9342-8 |
| 17                                  | Capitoli - Depth. 098-103 |                                                                             |                   |                        |
| 18                                  | 1º ottobre 2019           | ISBN 978-4-7859-6488-7 (ed. regolare) ISBN 978-4-7859-6487-0 (ed. limitata) | 10 dicembre 2020  | ISBN 978-88-912-9717-4 |
| 18                                  | Capitoli - Depth. 104-110 |                                                                             |                   |                        |
| 19                                  | 1º giugno 2020            | ISBN 978-4-7859-6685-0                                                      | 16 dicembre 2021  | ISBN 978-88-287-6189-1 |
| 19                                  | Capitoli - Depth. 111-116 |                                                                             |                   |                        |
| 20                                  | 30 ottobre 2020           | ISBN 978-4-7859-6785-7                                                      | 10 febbraio 2022  | ISBN 978-88-287-6462-5 |
| 20                                  | Capitoli - Depth. 117-121 |                                                                             |                   |                        |
| 21                                  | 30 giugno 2021            | ISBN 978-4-7859-6940-0                                                      | 2 giugno 2022     | ISBN 978-88-287-6659-9 |
| 21                                  | Capitoli - Depth. 122-126 |                                                                             |                   |                        |
| 22                                  | 27 dicembre 2021          | ISBN 978-4-7859-7061-1                                                      | 19 gennaio 2023   | ISBN 978-88-287-2564-0 |
| 22                                  | Capitoli - Depth. 127-131 |                                                                             |                   |                        |
| 23                                  | 30 agosto 2022            | ISBN 978-4-7859-7215-8                                                      | 30 marzo 2023     | ISBN 978-88-287-4312-5 |
| 23                                  | Capitoli - Depth. 132-136 |                                                                             |                   |                        |
| 24                                  | 28 dicembre 2022          | ISBN 978-4-7859-7219-6 (ed. regolare) ISBN 978-4-7859-7220-2 (ed. limitata) | 30 maggio 2024    | ISBN 978-88-287-4995-0 |
| 24                                  | Capitoli - Depth. 137-141 |                                                                             |                   |                        |
| 25                                  | 29 giugno 2023            | ISBN 978-4-7859-7432-9                                                      | 30 gennaio 2025   | ISBN 978-88-287-8651-1 |
| 25                                  | Capitoli - Depth. 142-147 |                                                                             |                   |                        |
| 26                                  | 30 novembre 2023          | ISBN 978-4-7859-7547-0                                                      | —                 | —                      |
| 26                                  | Capitoli - Depth. 148-151 |                                                                             |                   |                        |
| 27                                  | 30 maggio 2024            | ISBN 978-4-7859-7649-1                                                      | —                 | —                      |
| 27                                  | Capitoli - Depth. 152-156 |                                                                             |                   |                        |
| 28                                  | 30 ottobre 2024           | ISBN 978-4-7859-7800-6                                                      | —                 | —                      |
| 28                                  | Capitoli - Depth. 157-161 |                                                                             |                   |                        |
| 29                                  | 30 luglio 2025            | ISBN 978-4-7859-7992-8                                                      | —                 | —                      |
| 29                                  | Capitoli - Depth. 162-166 |                                                                             |                   |                        |
| Salty Road (3 volumi)               |                           |                                                                             |                   |                        |
| 1                                   | 30 luglio 2015            | ISBN 978-4-7859-5598-4                                                      | —                 | —                      |
| 2                                   | 16 ottobre 2015           | ISBN 978-4-7859-5653-0                                                      | —                 | —                      |
| 3                                   | 30 aprile 2016            | ISBN 978-4-7859-5763-6                                                      | —                 | —                      |

### Anime
Un anime in CG prodotto da Sanzigen intitolato Arpeggio of Blue Steel -Ars Nova-, è andato in onda in Giappone dal 7 ottobre al 23 dicembre 2013. La sigla di apertura è Savior of Song cantata da Nano e MY FIRST STORY, e le due sigle di chiusura Blue Field (ブルー・フィールド?, Burū Fīrudo) e Innocent Blue invece sono cantate da Trident e composte da Mai Fuchigami, Manami Numakura e Hibiku Yamamura. La serie televisiva presenta un finale originale dell'anime che differisce dalla trama del manga. La replica della serie in TV nel corso del 2014 è stata accompagnata da una serie di cortometraggi comici intitolati Kiri-Kuma's (霧くまs? lett. "Orsi della Nebbia") con i personaggi della Nebbia con l'aspetto di orsi. La serie televisiva anime è stata concessa in licenza in Nord America da Crunchyroll e distribuita da Discotek Media, i quali hanno pubblicato un pacchetto combinato Blu-ray/DVD della serie il 4 novembre 2016.
Nel settembre 2013, è stato annunciato che ci sarebbe stato un progetto di collaborazione tra l'anime Arpeggio of Blue Steel e il gioco online Kantai Collection. Gli illustratori per Kadokawa Games, tra cui Shibafu e Konishi, sono responsabili del disegno di alcune delle carte finali, che presentano incroci con i personaggi di Kantai Collection. Dal 24 dicembre 2013 al 6 gennaio 2014 si è svolto anche un evento speciale tra Arpeggio of Blue Steel e Kantai Collection.
Nel giugno 2014 sono stati annunciati due film d'animazione basati sul manga. Il primo, intitolato Arpeggio of Blue Steel -Ars Nova DC-, è un film di montaggio della serie TV con scene extra nella sua prima metà e con una nuova storia nella sua seconda parte. Nano canta la sigla, intitolata Rock on. Il secondo lungometraggio, Arpeggio of Blue Steel -Ars Nova Cadenza-, invece presenta una storia inedita. Entrambi i film sono stati prodotti dallo stesso staff della serie anime e proiettati nei cinema giapponesi nel 2015.

#### Episodi
| Nº | Titolo italiano Giapponese 「Kanji」 - Rōmaji | In onda          | In onda |
| Nº | Titolo italiano Giapponese 「Kanji」 - Rōmaji | Giapponese       |         |
| 1  | I capitani delle rotte navali 「航路を持つ者」 - Kōro o motsu mono | 7 ottobre 2013   |         |
| 1  | Nel prossimo futuro, l'umanità è stata cacciata dai mari e le masse continentali sono state forzatamente isolate l'una dall'altra con l'arrivo della "Flotta della Nebbia"; Navi controllate dall'IA dotate di tecnologia e potenza di fuoco superiori. Nonostante gli sforzi congiunti delle Nazioni Unite, la Flotta della Nebbia riesce a distruggere ogni opposizione e gettare il mondo in uno stato di tumulto. Anni dopo, il governo giapponese si prepara a mandare in orbita uno shuttle cargo senza equipaggio. La nave della Flotta della Nebbia Nagara appare e tenta di assaltare il sito di lancio. Il lancio ha successo quando il sottomarino della Nebbia I-401 con equipaggio umano sconfigge il nemico su richiesta del governo. Dopo la battaglia, il capitano dell'I-401 Gunzo Chihaya ricorda il modello mentale della nave, un avatar umano femminile chiamato Iona, del loro primo incontro avvenuto due anni prima. Fu durante questo periodo che l'I-401 rimase sotto custodia umana per anni, rimanendo inattivo fino a quando Gunzo non entrò in contatto con esso, risvegliando Iona. Dopo che Iona rivela che aveva ricevuto istruzioni per servirlo, Gunzo accetta di unire le forze con lei e fuggono insieme. Nel presente, Gunzo viene avvicinato da Ryūjirō Kamikage, l'assistente segretario degli affari militari, che rivela che la navetta è stata distrutta prima di svolgere il suo compito; consegnare agli Stati Uniti i piani di una nuova arma sviluppata per combattere le navi della Nebbia poiché il Giappone ora non ha le risorse necessarie per produrla in serie. Accettando il compito di attraversare l'Oceano Pacifico per recarsi negli Stati Uniti da soli, Gunzo e il suo equipaggio partono per rifornirsi alla base di Yokosuka. Nel frattempo, tenendo conto dell'avvicinarsi dell'I-401, l'incrociatore pesante della Nebbia Takao si prepara ad affrontarla. |                  |         |
| 2  | Nella tempesta 「嵐の中へ」 - Arashi no naka e | 14 ottobre 2013  |         |
| 2  | Takao blocca il percorso dell'I-401 verso Yokosuka posizionandosi nel centro di una tempesta e, dopo aver affermato che qualsiasi tentativo di evitare lo scontro è troppo rischioso, Gunzo decide di affrontare Takao a testa alta. Dopo che Iona riesce a malapena a eludere un attacco dal Cannone Super Gravitazionale di Takao, Gunzo analizza i dati di combattimento ottenuti e sottolinea che gli attacchi di Takao hanno avuto una precisione millimetrica da una distanza molto maggiore delle sue capacità del sensore. Crede che questo possa essere possibile solo se c'è una seconda nave che possiede tecnologie di sensori superiori nelle vicinanze, ipotizzando che un sottomarino sia nascosto sotto lo scafo di Takao. Gunzo ordina quindi all'equipaggio di preparare il proprio Cannone Super Gravitazionale che hanno ottenuto nella loro precedente battaglia con la corazzata della Nebbia Hyuga e lo usa per distruggere il sottomarino e costringere Takao ad arrendersi. Avendo i suoi sistemi bloccati per 24 ore da Iona per impedirle di dare la caccia all'I-401, Takao si chiede perché Gunzo l'abbia risparmiata e si interessa a lui. |                  |         |
| 3  | Il porto della fortezza di Yokosuka 「要塞港 横須賀」 - Yosai kō Yokosuka | 21 ottobre 2013  |         |
| 3  | L'I-401 e il suo equipaggio raggiungono la base Yokosuka per le riparazioni e il rifornimento, e Gunzo porta Iona a visitare un memoriale della Marina per coloro che sono morti nella guerra contro la Flotta della Nebbia. Poco dopo, vengono portati via contro la loro volontà dall'esercito giapponese con il resto dell'equipaggio per incontrare Ryōkan Kita, un ex membro della Marina e un influente politico che tenta di convincere Gunzo a consegnare l'I-401 all'esercito giapponese senza successo. Nel frattempo, Takao viene avvicinata dai modelli mentali dei sottomarini di sorveglianza della Nebbia I-400 e I-402 e rivela le sue intenzioni di abbandonare la flotta e unirsi a Gunzo. Tuttavia, viene informata da loro che due corazzate della Nebbia sono state inviate per affondare l'I-401 e Takao se ne va, affermando che aspetterà Gunzo in un altro luogo. Quando il porto di Yokosuka viene attaccato dalle corazzate Haruna e Kirishima, Gunzo e il suo equipaggio tornano al loro sottomarino. Dominando ogni resistenza di Kita e dei suoi uomini, si preparano ad affrontare le nuove nemiche. |                  |         |
| 4  | Assalto a Yokosuka 「横須賀急襲」 - Yokosuka kyūshū | 28 ottobre 2013  |         |
| 4  | La battaglia contro Haruna e Kirishima inizia con l'equipaggio dell'I-401 che le attira in una trappola che hanno teso tra le rovine della vecchia città di Yokosuka. Sebbene non causi danni significativi, l'I-401 è in grado di girare intorno alle due corazzate senza essere rilevata e lanciare un attacco a sorpresa usando la corazzata giapponese Mikasa, ora affondata, come esca. Tuttavia, Kirishima riesce a evitare di essere colpita e lancia una raffica di testate di rappresaglia. L'I-401 riesce a malapena a evitare l'attacco. Nel tentativo di distruggere l'I-401, Haruna e Kirishima si uniscono e creano un enorme varco nell'acqua, intrappolando l'I-401 nella linea di tiro del loro Cannone Super Gravitazionale combinato. Poco prima di sparare, vengono però colpite dall'ultimo siluro di Iona che era stato nascosto all'interno delle macerie di Mikasa. Questo innesca una reazione a catena, distruggendo entrambe le navi. Il modello mentale di Haruna riesce a salvare il nucleo di Kirishima e sfuggire alla conseguente distruzione. Il giorno successivo, una bambina trova Haruna priva di sensi all'interno di un magazzino abbandonato. |                  |         |
| 5  | Non umana 「人ならざる者」 - Hito narazaru mono | 4 novembre 2013  |         |
| 5  | L'I-401 torna a Yokosuka per raccogliere l'arma segreta sviluppata dal governo giapponese, la "Testata Vibrante", prima di tornare alla loro base a Iwo Jima per fare gli ultimi preparativi per il suo viaggio attraverso il Pacifico. Nel frattempo, Haruna si sveglia e incontra Makie Osakabe, la bambina che l'ha salvata. Fingendo di essere un'umana, Haruna fa compagnia a Makie mentre il nucleo di Kirishima usa alcune delle sue nanomacchine per creare un corpo di riserva da un orsacchiotto. Takao arriva a Iwo Jima prima dell'I-401 ma viene fermata da un feroce attacco dall'origine sconosciuta. Rendendosi conto che Makie è imparentata con il defunto Tojuro Osakabe, il creatore della Testata Vibrante, Haruna e Kirishima contattano la nave ammiraglia di Kongo e vengono incaricate di indagare ulteriormente sulla questione. Successivamente, i due modelli mentali vengono presentati a Tojuro, che si scopre essere ancora vivo, ma costretto a letto. Tojuro rivela che dopo diversi tentativi falliti di sviluppare un'arma per contrastare la Flotta della Nebbia, riuscì a creare un essere artificiale con un intelletto superiore in grado di riuscire dove lui aveva fallito, e l'unica figlia sopravvissuta al progetto era Makie, ovvero la vera creatrice della Testata Vibrante. Per proteggere Makie dal governo, Tojuro ha inscenato la sua morte e ha continuato a vegliare su di lei nell'ombra, ma sapendo che non ha molto tempo a disposizione e vedendo quanto è diventata affezionata a loro, chiede ad Haruna e Kirishima di prendersi cura di lei. Tuttavia, l'esercito è già a conoscenza del fatto che Makie è entrata in contatto con le navi della Nebbia e invia un'unità per sbarazzarsene. |                  |         |
| 6  | Amiche 「ともだち」 - Tomodachi | 11 novembre 2013 |         |
| 6  | Quando Tojuro muore, Haruna decide di proteggere Makie e chiede l'aiuto di Kirishima. Nonostante affronti una forte opposizione, Haruna si astiene dall'uccidere gli aggressori e ordina a Kirishima di fuggire con Makie, mentre crea un'esca con le sue nanomacchine per attirare l'attenzione dei militari. Tuttavia, i soldati scoprono il trucco di Haruna e iniziano a cercare Makie, la quale è sconvolta nello scoprire che ha creato un'arma in grado di distruggere Haruna. Una volta riunite, Haruna, Kirishima e Makie vengono messe all'angolo quando Haruna chiede aiuto e Iona risponde alla sua chiamata. Gunzo viene contattato da Kamikage e gli risponde che l'I-401 e il suo equipaggio sono stati assunti solo per consegnare la Testata Vibrante negli Stati Uniti e, ma il giovane capitano afferma che faranno ciò che meglio credono. Una volta che l'esercito si è ritirato, Iona porta le tre sul sottomarino e Haruna chiede a Makie di diventare amica sua e di Kirishima, e la bambina accetta. Mentre l'I-401 parte per Iwo Jima, Takao si sveglia in una stanza, accolta da una voce misteriosa che gli chiede quali sono le sue intenzioni. |                  |         |
| 7  | Iwo Jima 「硫黄島」 - Iō-tō | 18 novembre 2013 |         |
| 7  | Portando con sé Haruna, Kirishima e Makie, l'I-401 e il suo equipaggio arrivano alla loro base a Iwo Jima, dove vengono accolti dal modello mentale della corazzata veloce Hyuga che stava sorvegliando l'isola e, con loro grande sorpresa, incontrano nuovamente Takao. Mentre Hyuga effettua le riparazioni sull'I-401, Gunzo e il suo equipaggio si preparano ad abbandonare la base poiché sono rimasti pochi rifornimenti e che il loro obiettivo primario rimane quello di consegnare la Testata Vibrante agli Stati Uniti, infatti grazie ad essa potrebbero mettere l'umanità e la Nebbia in parità di condizioni e ciò finirebbe per sbloccare lo stallo che intercorre dal molto tempo. Su suggerimento di Hyuga, Takao considera di unirsi a Gunzo e gli altri mentre Haruna e Kirishima vengono contattate da Kongo che chiede quali sono le loro intenzioni. Mentre Haruna afferma che non tornerà alla Flotta della Nebbia per il bene di Makie, Kirishima dice che continuerà a stare al loro fianco per raccogliere informazioni. Kongo quindi prepara la sua flotta per condurre un assalto a Iwo Jima. |                  |         |
| 8  | Casa delle bambole 「人形の家」 - Ningyō no ie | 25 novembre 2013 |         |
| 8  | Con Iwo Jima circondata dalla flotta nemica, Hyuga contatta Kongo su richiesta di Gunzo, chiedendo un colloquio con il suo modello mentale prima che inizino le ostilità. Kongo risponde alla sua chiamata e si incontra con loro sulla spiaggia, accompagnata dall'incrociatore pesante Maya. Mentre il resto dell'equipaggio rimane in attesa a bordo dell'I-401, Gunzo discute con Kongo e gli altri modelli mentali delle vere intenzioni della Flotta della Nebbia e scopre che lei e le altre navi hanno un solo scopo, ovvero quello di seguire il "Codice dell'Ammiragliato" che ordina loro di scacciare gli umani dai mari e impedire ogni contatto oltremare tra di loro. Invece di discutere ulteriormente sulla questione, Gunzo invita gli ospiti per un barbecue sulla spiaggia dove Kongo chiede a Iona il motivo per cui tutte le navi che entrano in contatto con lui iniziano a mostrare un comportamento indipendente dal Codice dell'Ammiragliato, ma quando si astiene dal rispondere, Kongo afferma che non cadrà nella loro trappola e si scopre che sia lei che i modelli mentali di Maya sono in realtà delle esche, con i loro nuclei custoditi in modo sicuro presso le rispettive navi per impedire loro di essere influenzate dal comportamento umano, prima che inizino ad attaccare. Hyuga ha difficoltà a difendere l'isola dallo sbarramento nemico fino a quando Takao, Haruna e Kirishima non intervengono per assisterla. Deluso dal fatto che lui e Kongo non abbiano avuto la possibilità di guardarsi negli occhi, Gunzo dichiara che spetta a lui trovare un modo per sconfiggerla e consegnare la Testata Vibrante agli Stati Uniti. |                  |         |
| 9  | Fuga disperata 「決死の脱出行」 - Kesshi no dasshutsugyō | 2 dicembre 2013  |         |
| 9  | Hyuga rimane indietro a deviare gli attacchi della flotta di Kongo per guadagnare tempo in modo tale che Iona e gli altri possano fuggire. Prima di lasciare Iwo Jima, Gunzo chiede l'aiuto di Takao e lei accetta di unirsi a lui. Non volendo ascoltare le parole di Hyuga, Kongo le spara con il suo Cannone Super Gravitazionale ma non riesce a distruggerla e perciò ordina a Maya di fare fuoco con il proprio cannone contro Hyuga, ma Takao appare appena in tempo per bloccare il colpo di Maya. Credendo che Hyuga e Takao stiano solo coprendo la fuga dell'I-401, Kongo la rintraccia e la insegue, rifiutandosi di rallentare anche dopo aver attraversato un campo minato. Iona cerca di far ragionare Kongo senza successo e quando la corazzata tenta di sparare con il suo Cannone Super Gravitazionale sott'acqua per affondarla, Hyuga approfitta della distrazione di Kongo per hackerare i suoi sistemi e farle perdere il controllo per guadagnare abbastanza tempo da permettere a Iona e Gunzo di fuggire. Takao rivela quindi a Kongo che la vera esca era Iona, mentre la Testata Vibrante, Makie, Haruna, Kirishima e il resto dell'equipaggio dell'I-401 erano nascosti al sicuro a bordo della sua corazzata. Poco dopo, Takao va a prendere Hyuga e raggiungono il luogo d'incontro con cui si erano messe d'accordo con Iona e Gunzo. Quest'ultimi, nonostante siano riusciti a fuggire da Kongo, cadono successivamente vittima di un'imboscata e vengono affondati dai sottomarini I-400 e I-402. |                  |         |
| 10 | Devozione di sé 「その身を捧ぐ」 - Sono mi o sasagu | 9 dicembre 2013  |         |
| 10 | Con i suoi nanomateriali compromessi dall'attacco delle sue navi gemelle, l'I-401 affonda nelle profondità dell'oceano mentre Iona si prende cura di Gunzo rimasto ferito. Nel frattempo, Takao e gli altri li cercano, ma tutte le comunicazioni e il radar sono bloccati dalle distorsioni spaziali dell'ultima battaglia. Nonostante sappia che l'unico modo per sopravvivere è abbandonare il suo capitano, Iona si rifiuta di farlo fino a quando Gunzo non le ordina di interrompere tutti i sistemi di supporto vitale, sostenendo che adempiere alla loro missione di consegnare la Testata Vibrante sia più importante che salvarlo. Tuttavia, quando Gunzo smette di respirare, Iona rimane sconvolta e scompone il proprio modello mentale per creare una capsula di sopravvivenza per lui e il suo nucleo. Quando Takao individua la capsula, decide di sacrificare il proprio corpo e utilizzare i suoi nanomateriali per ripristinare Iona e l'I-401, riportandoli in superficie e salvando la vita di Gunzo. Dopo aver scoperto che l'I-401 non è ancora stata distrutta, Kongo non riesce più a nascondere la volontà di combatterla di nuovo, ma dichiarando ciò finisce per mostrare il medesimo comportamento irregolare visto nelle altre navi che hanno deviato dal Codice dell'Ammiragliato, perciò I-400 e I-402 decidono di sollevarla dall'incarico e bloccano i suoi sistemi. In questo frangente, Kongo scopre che il modello mentale di Maya è privo di coscienza, essendo una falsa intelligenza artificiale creata unicamente per vegliare su di lei. |                  |         |
| 11 | Sorelle 「姉妹」 - Shimai | 16 dicembre 2013 |         |
| 11 | Sulla strada per le Hawaii, la prossima tappa del loro viaggio per consegnare la Testata Vibrante a San Diego, l'I-401 restaurata e potenziata, chiamata Ars Nova, viene inseguita da diverse navi di classe Nagara. A questo punto Gunzo ordina di eseguire una manovra inaspettata e riesce a fare affondare tutte le navi in una sola volta. Dopo la battaglia, viene rivelato che, nonostante abbia perso il suo corpo fisico, il nucleo di Takao è ancora intatto e ora fa parte dei sistemi dell'I-401. Tuttavia, sapendo che sono ancora inseguiti da I-400 e I-402, Gunzo decide di affrontarle. Prima della battaglia, le sorelle di Iona entrano in contatto con lei chiedendole le sue vere intenzioni, ma lei afferma che sono troppo difficili da spiegare a parole. Nel frattempo, Kongo si libera e assorbe Maya insieme a tutte le altre navi intorno a lei. Per confondere i loro nemici, l'I-401 avanza lungo il percorso con due esche intelligente controllate da Hyuga, Haruna e Kirishima. Dopo alcuni bombardamenti, Iona contatta le sue sorelle chiedendo loro di smettere di inseguirla prima che sia troppo tardi, ma si rifiutano di obbedirle. Quando l'I-400 sta per essere colpita di sorpresa, l'I-402 si sacrifica per proteggere sua sorella, che nonostante trovi questa decisione illogica, si arrabbia, portandola a cadere in una trappola tesa dalle esche e viene sconfitta. Nonostante il lutto per le sue sorelle perdute, Iona mantiene la sua determinazione a seguire Gunzo fino alla fine. Tuttavia, l'I-401 si ritrova dinanzi a una dozzina di navi della flotta statunitense della Nebbia e un enorme oggetto volante alle spalle, composto da diverse navi fuse guidate da Kongo, che afferma che sarà lei l'unica chi affonderà l'I-401. |                  |         |
| 12 | Il potere di aprire una strada 「航路を拓く力」 - Kōro o hiraku chikara | 23 dicembre 2013 |         |
| 12 | Dopo che Kongo ha distrutto tutte le navi della flotta statunitense della Nebbia, Iona insieme agli altri modelli mentali, entra in contatto con Kongo nel tentativo di farla ragionare. Tuttavia, Kongo afferma che è suo dovere prevenire ulteriori anomalie nella Nebbia distruggendo Iona e tutte le navi che entrano in contatto con lei, inclusa lei stessa, prima di bloccare tutte le comunicazioni. Dopo aver deviato a malapena un attacco del Cannone Super Gravitazionale potenziato di Kongo, l'I-401 si nasconde, sapendo che affrontarla direttamente è inutile, poi Iona decide di raggiungere Kongo e affrontarla faccia a faccia. Gunzo è d'accordo con il suo piano e dopo essere sfuggita a una massiccia raffica di attacchi, Iona sale a bordo di un siluro per raggiungere il ponte della nave di Kongo. Iona tenta di far ragionare Kongo che continua ad attaccarla finché non intrappola Iona e si prepara ad autodistruggersi assieme a lei, tuttavia la procedura viene interrotta dal Cannone Super Gravitazionale dell'I-401. Alla fine, Iona riesce a dissuadere Kongo e impedisce la distruzione di entrambe. Kongo fa amicizia con Iona mentre la sovrastruttura creata da lei crolla. Giorni dopo, quando l'equipaggio dell'I-401 consegna la Testata Vibrante alla Marina degli Stati Uniti come previsto, il corpo di Takao viene ripristinato e tornano in mare, sperando che le loro azioni abbiano contribuito a cambiare il mondo in meglio. |                  |         |

## Accoglienza
Il manga è stato candidato per il 22º Premio culturale Osamu Tezuka del 2018.
Il secondo film Arpeggio of Blue Steel -Ars Nova Cadenza- è arrivato al settimo posto nel suo weekend di apertura, guadagnando 562 000 dollari.